# Venetové (Itálie)

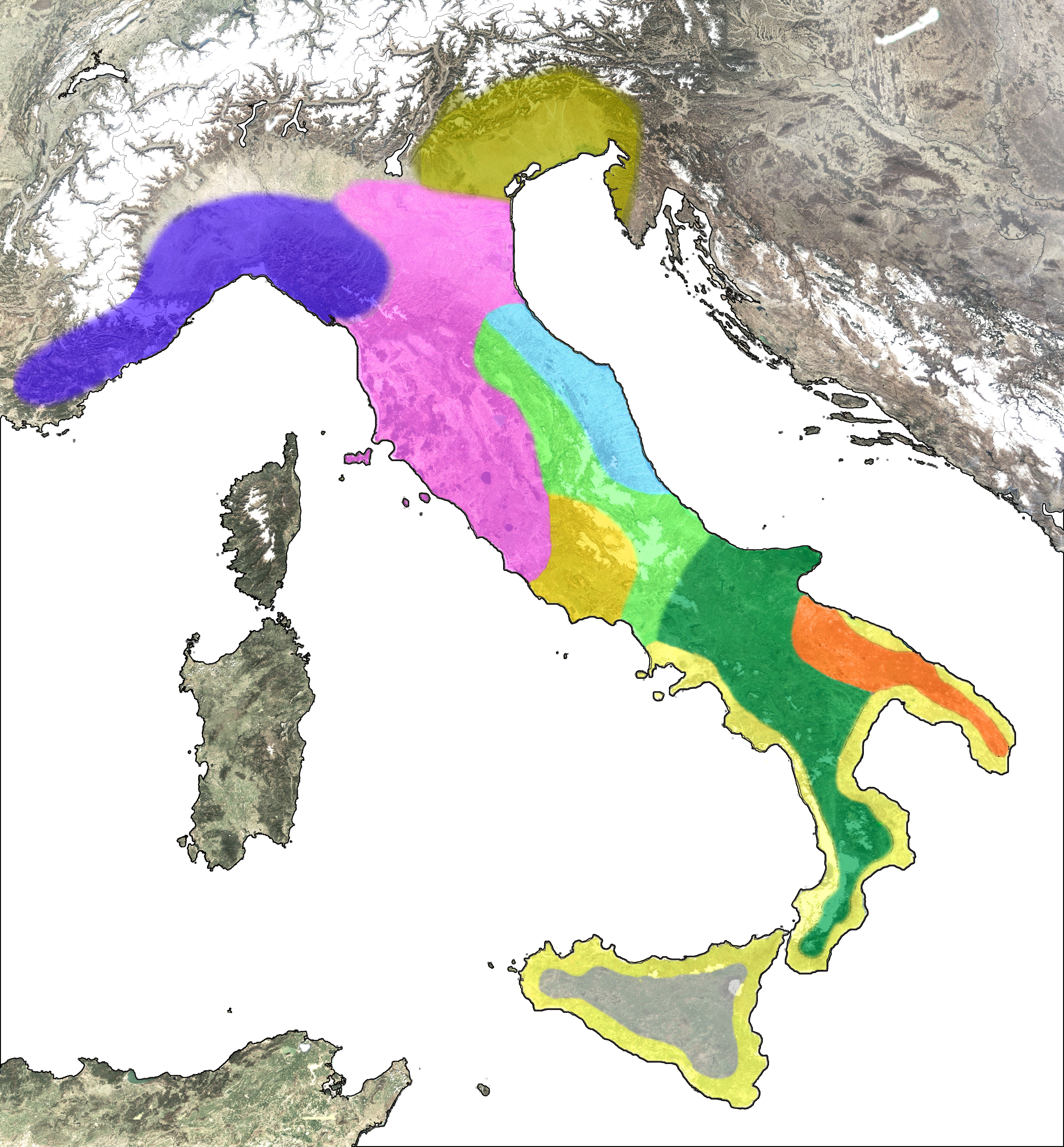
Etnické skupiny ve starověké Itálii (800 př. n. l.)
Venetové
Ligurové
Etruskové
Picenové
Umbrové
Latinové
Oskové
Messapiové
Řekové

Venetové (Veneti) obývající podle antických pramenů v prvním tisíciletí př. n. l. rozsáhlou oblast v severní Itálii byli starověkým indoevropským etnikem.
Toto etnikum mělo samostatný indoevropský jazyk – venetštinu. Je dochováno více než pět set převážně náhrobních nápisů, psaných nejprve etruskou a později latinskou abecedou. Venetština má podle H. Rixe společné indoevropské kořeny s latinou a dalšími italickými jazyky, ale jsou tu i podobnosti s jinými indoevropskými jazyky, především germánskými a keltskými.
Jižní hranicí území obývaných těmito "jadranskými" Venety byla řeka Pád, na severu Alpy a na západě Gardské jezero. Do dnešních dnů se tato oblast, Benátsko, nazývá italsky Veneto a její hlavní město Benátky nese italský název Venezia, obojí podle Venetů.
Antické prameny o Venetech jsou rozporné. Umisťují původ tohoto etnika na různá místa od Malé Asie, přes Balkán až k Jaderskému moři.
Podle Strabóna přišli Venetové z východu a vytlačili z dobytých území kmen Euganeů, kteří patřili k Rétům.